# The Paradigm Shift
The Paradigm Shift é o décimo primeiro Álbum de estúdio da banda de Nu Metal Korn. O álbum foi produzido por Don Gilmore e foi lançado nos Estados Unidos em 8 de Outubro de 2013. É o primeiro álbum do Korn a ter o guitarrista da formação original  Brian "Head" Welch desde 2003 com Take a Look in the Mirror.

## Faixas
| lista de faixas |                        |         |  |
| N.º             | Título                 | Duração |  |
| 1.              | "Prey for Me"          | 3:38    |  |
| 2.              | "Love & Meth"          | 4:04    |  |
| 3.              | "What We Do"           | 4:06    |  |
| 4.              | "Spike in My Veins"    | 4:25    |  |
| 5.              | "Mass Hysteria"        | 4:04    |  |
| 6.              | "Paranoid and Aroused" | 3:35    |  |
| 7.              | " Never Never"         | 3:41    |  |
| 8.              | "Punishment Time"      | 4:01    |  |
| 9.              | "Lullaby For a Sadist" | 4:18    |  |
| 10.             | "Victmized"            | 3:36    |  |
| 11.             | "It's All Wrong"       | 3:32    |  |
| Duração total:  | Duração total:         | 42:54   |  |

### Deluxe Edition
| N.º            | Título                     | Duração |  |
| 12.            | "Wish I Wasn't Born Today" | 3:03    |  |
| 13.            | "Tell Me What You Want"    | 3:02    |  |
| Duração total: | Duração total:             | 48:59   |  |

### Deluxe Edition Japonês
| N.º            | Título                     | Duração |  |
| 12.            | "Wish I Wasn't Born Today" | 3:03    |  |
| 13.            | "Tell Me What You Want"    | 3:02    |  |
| 14.            | "Die Another Day"          | 3:45    |  |
| Duração total: | Duração total:             | 52:44   |  |

### World Tour Edition
| lista de faixas |                                                 |         |  |
| N.º             | Título                                          | Duração |  |
| 1.              | " Hater"                                        | 3:53    |  |
| 2.              | "The Game Is Over"                              | 3:40    |  |
| 3.              | "Die Another Day"                               | 3:43    |  |
| 4.              | "Love & Meth (Ao vivo em Londres)"              | 4:10    |  |
| 5.              | "Here To Stay (Ao vivo em Londres)"             | 4:53    |  |
| 6.              | "Get Up! (Ao vivo em Moscow("                   | 4:07    |  |
| 7.              | "Never Never (Ao vivo em Moscow)"               | 4:19    |  |
| 8.              | "Got The Life (Ao vivo em Denver)"              | 4:02    |  |
| 9.              | "Another Brick In The Wall (Ao vivo em Denver)" | 9:25    |  |

### Download MP3
| Lista de faixas |             |         |  |
| N.º             | Título      | Duração |  |
| 1.              | "So Unfair" | 3:14    |  |

## Recepção

### Recepção Crítica
The Paradigm Shift recebeu críticas positivas. Metacritic pontuou o álbum com uma classificação de 65, indicando "avaliações favoráveis". [22] PopMatters deu ao álbum uma revisão mista, no entanto afirmando que o álbum "não pode perfeitamente ser o melhor álbum do Korn nunca, mas o The Paradigm Shift é o melhor álbum do Korn desde Untouchables e fãs de metal poderia fazer muito pior do que isso ".

### Desempenho Comercial
The Paradigm Shift vendeu 46.000 cópias nos Estados Unidos em sua primeira semana de lançamento e estreou em No. 8 na Billboard 200 , tornando-se o décimo segundo álbum de estúdio do Korn a estrear no pico entre os dez primeiros.

## Créditos
- Jonathan Davis - Vocais
- Reginald "Fieldy" Arvizu - Baixo
- James "Munky" Shaffer - Guitarra
- Brian "Head" Welch - Guitarra
- Ray Luzier - Bateria